# قایراقتی (آق‌توبه)
قایراقتی (به قزاقی: Kayrakty، تا ۲۰۰۷ میلادی Borodinovka) یک منطقهٔ مسکونی در قزاقستان است که در شهرستان کارگالی واقع شده‌است. قایراقتی ۳۴۳ متر بالاتر از سطح دریا واقع شده‌است.